# Hymeniacidon adreissiformis
Hymeniacidon adreissiformis är en svampdjursart som beskrevs av Dickinson 1945. Hymeniacidon adreissiformis ingår i släktet Hymeniacidon och familjen Halichondriidae.
Artens utbredningsområde är Californiaviken. Inga underarter finns listade i Catalogue of Life.